# 弗朗齐歇克·普罗哈兹卡
弗朗齐歇克·普罗哈兹卡（捷克語：František Procházka，1962年1月25日—2012年4月27日），捷克男子冰球运动员。他曾代表捷克斯洛伐克国家队参加1992年冬季奥林匹克运动会冰球比赛，获得一枚铜牌。